# Cunnersdorf (Glashütte)
Cunnersdorf ist ein Ortsteil der Stadt Glashütte in Sachsen.

## Lage
Cunnersdorf liegt zu Füßen der Kalkhöhe (501 Meter) auf der westlich an das Müglitztal angrenzenden Hochebene (im Mittel 380 Meter hoch).
Angelegt ist Cunnersdorf als Waldhufendorf entlang eines in den höheren Lagen entspringenden Baches, das Dorfgründel. Dieser Bach fließt in nördliche Richtung am Grimmstein vorbei und mündet in Niederschlottwitz in die Müglitz.
Die Gemarkung Cunnersdorf umfasst eine Fläche von 1040 Hektar; davon sind 838 Hektar landwirtschaftlich genutzt.

## Ortsgeschichte
Cunnersdorf wurde von fränkischen Siedlern gegründet. Erstmals urkundlich erwähnt wurde der Ort am 14. April 1404 in einem Lehnbrief als Conradsdorff. Als Ortsgründer, Locator, wird also ein Siedler mit dem Namen Conrad benannt. Im Lehnbrief werden auch die Orte Oberfrauendorf, Hoenwalde und Schlottwitz erstmals genannt. Im 17. Jahrhundert bezahlte der Westteil des Ortes seine Steuern an das Rittergut Maxen und der Ostteil von Cunnersdorf an das Rittergut Reinhardtsgrimma.
Zwischen dem 15. und dem 19. Jahrhundert wurde in den Hirtenwiesen (bei Glashütte) intensiver Bergbau betrieben, anfangs Abbau von Eisenerz, ab 1458 von Silbererz. Es lassen sich 42 Fundgruben nachweisen.
1777 wurde im Ort erstmals eine Schule erwähnt. Im heutigen 1846 errichteten und 1927 erweiterten Schulgebäude befindet sich der Kindergarten.
Bis etwa 1912 befand sich die Ziegelei Mühle mit Abbaugebiet und Brennofen auf der „Ziegeleiwiese“, linksseitig ca. 500 m Richtung Cunnersdorfer Linde.
Es wurden vorwiegend Mauerziegel hergestellt, markant war der 5 Finger Aufstrich.
Viele Gebäude in Glashütte und Cunnersdorf wurden mit Lehmziegeln gebaut.
Mit der Gemeindegebietsreform 1995 verlor Cunnersdorf seine Selbständigkeit und wurde ein Ortsteil von Reinhardtsgrimma. Mit dem Zusammenschluss der Gemeinde Reinhardtsgrimma und der Stadt Glashütte am 2. Januar 2008 wurde Cunnersdorf ein Ortsteil von Glashütte.

## Persönlichkeiten
- Martin Kreisig (1856–1940), Pädagoge, Gründer des Robert-Schumann-Museums Zwickau und der Robert-Schumann-Gesellschaft, Ehrenbürger der Stadt Zwickau
- Bernhard Burkhardt (1863–1928), Schmiedemeister, Erfinder, Patente für Schraubstollenschlüssel und Strohschneider
- Wilfried Scholz (* 1950), Langstreckenläufer

## Wanderziele in der Umgebung
- Kalkhöhe
- Bergbaugebiet Hirtenwiesen
- Über Kanzel, Pilz, Bastei nach Glashütte
- Wittigkreuz
- Burgruine Grimmstein